# Регазификационный терминал сжиженного природного газа

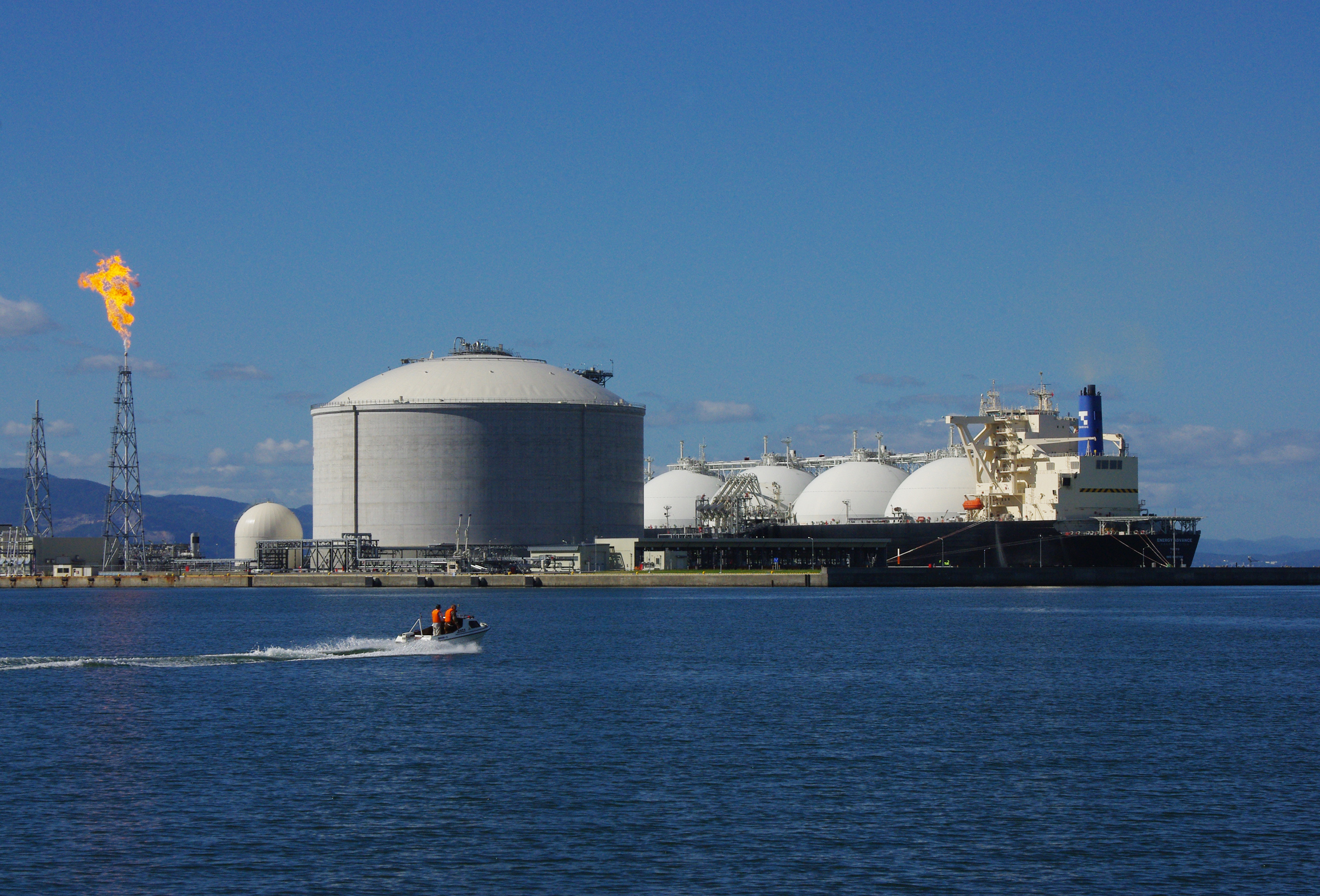
Регазификационный терминал в Исикари, Япония

Регазификационный терминал сжиженного природного газа (англ. LNG regasification terminal)  предназначен для регазификации сжиженного природного газа (СПГ), последующего сжатия газа до уровня давления в трубопроводе и дальнейшей передачи его в газораспределительные сети.

## Типы регазификационных терминалов
В зависимости от места расположения регазификационные терминалы бывают:
- наземные (Onshore - англ). Состоят из причала, сливной эстакады, изотермических резервуаров для хранения СПГ, испарительной системы, установок обработки газов испарения из резервуаров, и узла учёта.

По прибытии на терминал СПГ перекачивается из танкеров в резервуары для его хранения в сжиженном виде, затем по мере необходимости СПГ переводится в газообразное состояние. Превращение в газ происходит в испарителях при помощи нагрева.  
- оффшорные. (внебереговые) Оффшорный  терминал монтируется на морской платформе, расположенной в прибрежной зоне. Платформа может быть гравитационного  (устойчивость на грунте обеспечивается за счёт собственного веса сооружения) или свайного типа.
- плавучие. Представляют собой СПГ-танкеры, дооборудованные системой регазификации.

В свою очередь плавучие регазификационные терминалы делятся на: 
- регазификационные суда (LNG re-gasification vessel . LNG RV — англ.). Такие суда  не только перевозят СПГ, но и способны самостоятельно регазифицировать его в пункте разгрузки.
- плавучие регазификационные установки (ПРГУ) (Floating storage and regasification unit. FSRU - англ.). Существует также название "рейдовые терминалы", Как правило, тоже создаются на базе СПГ-танкеров, и имеют  на борту регазификационную установку. Однако ПРГУ, в отличие от регазификационных судов, используются, как стационарные объекты. Они находятся на рейде или у причала, соединённые трубопроводом с берегом, а СПГ к ним доставляется челночными СПГ-танкерами.

## Типы испарителей

### Испарители, работающие при температуре окружающей среды
- Испаритель открытого типа (Open Rack Vaporizer (ORV) — англ.) — это теплообменник, который в качестве теплоносителя использует морскую или речную воду.

- Атмосферный испаритель (Ambient Air Vaporizer (AAV) — англ.) — теплообменник, который в качестве теплоносителя использует воздух.

### Испарители, работающие при температуре выше окружающей среды
Испарители прямого нагрева:
- Огневой подогреватель — теплообменник с циркулирующим СПГ нагревается непосредственно газовыми горелками.

- Электрический испаритель

Испарители косвенного нагрева:
- Испаритель горения погружного типа (Submerged Combustion Vaporiser (SCV)- англ.) — теплообменник помещен в водяную баню, которая нагревается погружными газовыми горелками. Испарители типа SCV потребляют до 1,5 % сырья на собственные нужды.

- Испаритель жидкостного типа с промежуточным агентом (например — изопентаном) (Intermediate fluid vaporizer (IFV) — англ.)

- Испаритель с утилизацией тепла (Waste Heat Recovery LNG Vaporizer. (WHRV) -англ.) Работает за счёт утилизации тепла отходящих дымовых газов от турбины электрогенератора через контур промежуточного теплоносителя.

Наибольшее распространение получили испарители типов ORV и SCV.

## Типы резервуаров

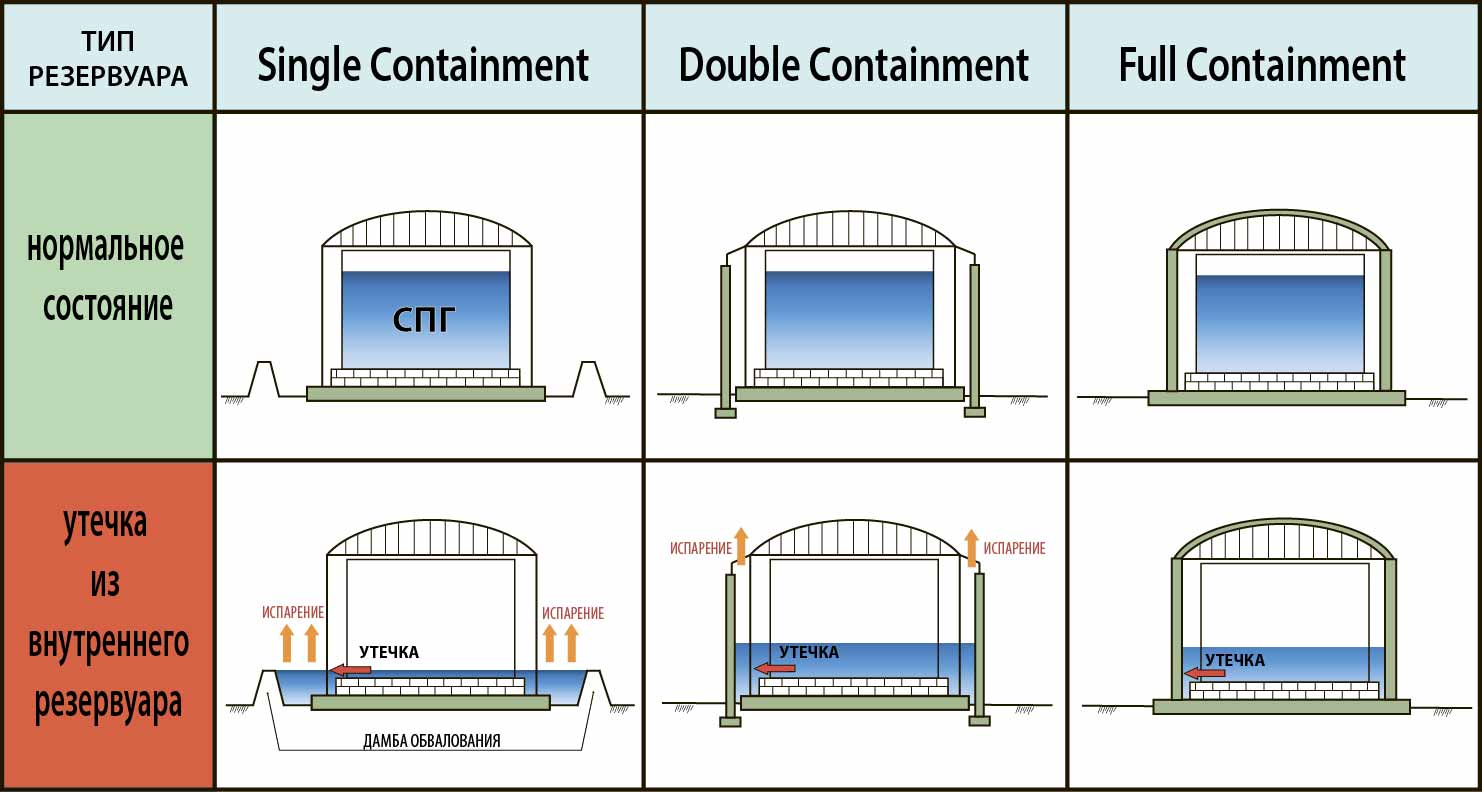
типы резервуаров

- Одностенные резервуары (Single Containment - англ.) имеют несущие однослойные стенки, покрытые теплоизоляцией. Не имеют системы удержания утечек жидкостей или паров. Для локализации разлива СПГ вокруг таких  резервуаров сооружаются дамбы обвалования .
- Двустенные резервуары открытого типа ( Double Containment - англ.) имеют внутренний резервуар, в котором непосредственно хранится СПГ, и  наружную защитную стенку, которая служит для удерживания утечки жидкости из внутреннего резервуара. Защитная стенка открыта сверху и  не может препятствовать выходу паров в случае утечки.
- Двустенные резервуары закрытого типа (Full Containment - англ.) имеют внутренний резервуар, в котором непосредственно хранится СПГ, и наружный, предохраняющий от утечек жидкости и паров.
- Мембранные резервуары — имеют тонкую внутреннюю стенку, которая не является полностью несущей, а опирается на твердую теплоизоляцию, плотно примыкающую к наружной  несущей стенке.

## Коммерческое использование терминалов.
Регазификационные терминалы в зависимости от их роли в производственно-сбытовой цепочке СПГ могут эксплуатироваться по трём основным моделям:
- Интегрированная модель. Терминал является частью интегрированной цепочки СПГ. Сжиженный природный газ поступает, как правило, из конкретных источников. К этой модели относится большая часть терминалов Японии, которые находятся в собственности и эксплуатируются коммунальными предприятиями, выступающими в то же время в качестве покупателей по договору купли-продажи. Терминал Саут-Хук в Соединенном Королевстве является частью интегрированного проекта Qatar Gas II.
- Толлинговая модель. Владелец/оператор терминала СПГ и  его пользователь являются разными субъектами. Владелец реализует услуги по разгрузке и регазификации пользователю и получает за это плату согласно договору пользования терминалом. К этому типу относятся такие терминалы, такие как Зебрюгге (Бельгия), Свиноуйсьце, (Польша).
- коммерческие терминалы. Терминал получает спотовые партии из портфелей СПГ  компаний, являющихся его операторами, и перепродает полученные объемы потребителям в сфере переработки и сбыта.  Не заключает долгосрочные договоры купли-продажи.  Пример: терминал в Хазире, Индия (операторы Shell/Total).[8]

## Крупнейшие регазификационные терминалы Европы
| Терминал                     | Страна         | Мощность в 2016 г. (млрд м³) | Мощность к 2025 г. (млрд м³) | Год запуска          |
| ---------------------------- | -------------- | ---------------------------- | ---------------------------- | -------------------- |
| Zeebrugge                    | Бельгия        | 9,0                          | 12,0                         | 1987                 |
| Fos Cavaou                   | Франция        | 8,25                         | 16,5                         | 2010                 |
| Dunkerque                    | Франция        | 13,0                         | 13,0                         | 2016                 |
| Fos-Tonkin                   | Франция        | 3,4                          | 3,4                          | 1972                 |
| Montoir-De-Bretagne          | Франция        | 10,0                         | 10,0                         | 1980                 |
| Revithoussa                  | Греция         | 5,2                          | 7,0                          | 2000                 |
| Panigaglia                   | Италия         | 3,5                          | 8,0                          | 1971                 |
| Porto Levante                | Италия         | 8,0                          | 8,0                          | 2009                 |
| OLT Oshore LNG Toscana S.p.A | Италия         | 3,75                         | 3,75                         | 2013                 |
| Gioia Tauro                  | Италия         | 0                            | 12,0                         | 2019                 |
| Porto Empedocle              | Италия         | 0                            | 8,0                          | 2019                 |
| Trieste                      | Италия         | 0                            | 8,0                          | 2020                 |
| Falconara Marittima          | Италия         | 0                            | 4                            | 2018                 |
| Klaipeda LNG FSRU            | Литва          | 4,0                          | 4,0                          | 2014                 |
| Gate Terminal                | Нидерланды     | 12,0                         | 16,0                         | 2011                 |
| Swinoujscie LNG              | Польша         | 5,0                          | 7,5                          | 2016                 |
| Sines                        | Португалия     | 7,6                          | 7,6                          | 2003                 |
| Barcelona                    | Испания        | 17,1                         | 17,1                         | 1969                 |
| Cartagena                    | Испания        | 11,8                         | 11,8                         | 1989                 |
| Huelva                       | Испания        | 11,8                         | 11,8                         | 1988                 |
| Bilbao Bahía de Bizkaia      | Испания        | 8,8                          | 8,8                          | 2003                 |
| Sagunto                      | Испания        | 8,8                          | 8,8                          | 2006                 |
| Murgados                     | Испания        | 3,6                          | 7,2                          | 2007                 |
| El Musel                     | Испания        | 0                            | 7,0                          | 2012 (в консервации) |
| Las Palmas de Gran Canaria   | Испания        | 0                            | 1,3                          | 2018                 |
| Santa Cruz de Tenerife       | Испания        | 0                            | 1,3                          | 2017                 |
| Marmara Ereglisi             | Турция         | 6,2                          | 6,2                          | 1994                 |
| Aliaga                       | Турция         | 6,0                          | 6,0                          | 2006                 |
| Grain LNG                    | Великобритания | 19,5                         | 27,5                         | 2005                 |
| Dragon LNG                   | Великобритания | 7,6                          | 7,6                          | 2009                 |
| South Hook LNG               | Великобритания | 21,0                         | 21,0                         | 2010                 |
| Teesside                     | Великобритания | 4,0                          | 4,0                          | 2007                 |

Источник: King & Spalding